# Pont de Montvert - Sud Mont Lozère
Pont de Montvert - Sud Mont Lozère é uma comuna francesa na região administrativa da Occitânia, no departamento de Lozère. Estende-se por uma área de 167.34 km², e possui 573 habitantes, segundo o censo de 2018, com uma densidade de 3.4 hab/km².
Foi criada, em 1 de janeiro de 2016, a partir da fusão das antigas comunas de Le Pont-de-Montvert, Fraissinet-de-Lozère e Saint-Maurice-de-Ventalon.